# The Bribe
 The Bribe és una pel·lícula estatunidenca dirigida per Robert Z. Leonard, estrenada el 1949.
La pel·lícula, dirigida per Robert Z. Leonard amb un guió de Marguerite Roberts amb tema de Frederick Nebel, va ser produïda per Pandro S. Berman de Metro-Goldwyn-Mayer i rodada als estudis de la Metro-Goldwyn-Mayer a Culver City de Califòrnia de juny a juliol de 1948.
La pel·lícula va ser estrenada als Estats Units el 3 de febrer de 1949 al cinema per la Metro-Goldwyn-Mayer Es va promoure amb el lema «Cinc grans estrelles en un drama atrevit d'amor i aventura».
Segons Morandini la pel·lícula és «sense interès amb una interessant galeria de dolents». (V. Price, J. Hodiak, etc.) Segons Leonard Maltin «Taylor no sembla còmode en el paper de federal».

## Argument
Un agent federal viatja fins a un país de Sud-amèrica per descobrir un perillós grup de contrabandistes dirigits per un acabalat faldiller nord-americà. Una vegada allà se sentirà irremeiablement atret per l'esposa d'un dels caps de l'esmentada organització criminal.

## Repartiment
- Robert Taylor: Rigby
- Ava Gardner: Elizabeth Hilton
- Charles Laughton: J.J. Bealer
- Vincent Price: Carwood
- John Hodiak: Tugwell "Tug" Hilton
- Samuel S. Hinds: Dr. Warren
- John Hoyt: Gibbs
- Tito Renaldo: Emilio Gomez
- Martin Garralaga: Pablo Gomez
- Nacho Galindo: un empleat de l'hotel
- Alberto Morin: José, un criat
- Harry Vejar: el turista indi
- Fernando Alvarado: el que toca la flauta
- Robert Cabal: un grum de l'hotel
- David Cota: un grum de l'hotel

## Remake
The bribe va tenir un remake radiofònic com un episodi de la sèrie antològica The Screen Guild Theater retransmès el 10 novembre de 1949 amb Ava Gardner, qui va assumir el paper.